# Símbolos nacionais dos Estados Unidos
Os símbolos nacionais dos Estados Unidos são os símbolos usados para representar os Estados Unidos da América.

## Lista de símbolos
| Num. | Símbolo               | Nome                                                                | Arquivo                         | Referências        |
| ---- | --------------------- | ------------------------------------------------------------------- | ------------------------------- | ------------------ |
| 1.   | Bandeira              | Bandeira dos Estados Unidos                                         |                                 | [ 1 ]              |
| 2.   | Selo                  | Grande Selo dos Estados Unidos                                      | (anverso) (reverso)             | [ 2 ]              |
| 3.   | Lema Nacional         | In God We Trust "Em Deus Confiamos" E pluribus unum "De muitos, um" |                                 | [ 3 ] [ 4 ]        |
| 4.   | Hino nacional         | "The Star-Spangled Banner"                                          | "The Star-Spangled Banner"      | [ 5 ]              |
| 5.   | Marcha nacional       | "The Stars and Stripes Forever"                                     | "The Stars and Stripes Forever" | [ 6 ]              |
| 6.   | Juramento de bandeira | Juramento de Fidelidade                                             |                                 | [ 7 ]              |
| 7.   | Mamífero nacional     | Bisão-americano                                                     |                                 | [ 8 ] [ 9 ] [ 10 ] |
| 8.   | Ave nacional          | Águia-de-cabeça-branca                                              |                                 | [ 11 ]             |
| 9.   | Flor nacional         | Rosa                                                                |                                 | [ 12 ]             |
| 10.  | Árvore nacional       | Carvalho (Quercus)                                                  |                                 | [ 13 ]             |